# Paulo Saraiva de Toledo
 Paulo Saraiva de Toledo (1920 — 1999) foi um físico brasileiro, foi um dos responsáveis pelo desenvolvimento da Física Nuclear e da engenharia aeroespacial no Brasil. Seu nome aparece associado à criação do ITA, onde deu aula durante alguns anos, e do Instituto de Pesquisas Energéticas e Nucleares - IPEN, hoje associado à CNEN, desde os planos iniciais, na escolha do reator, sua instalação até seu funcionamento. 
Na Física Nuclear, seus trabalhos teóricos são pioneiros em dois campos de pesquisa então nascentes, a Astrofísica e a Física das partículas elementares. Foi o primeiro físico a pesquisar sobre a interação Méson pi - Méson pi (2 anos após a descoberta da partícula) trabalhando então na Universidade de Manchester, Inglaterra, no Departamento de Física Teórica dirigido por Leon Rosenfeld. 
Na opinião de Marcelo Damy de Souza Santos, Saraiva foi o primeiro brasileiro a estudar a fundo a Física de Reatores. 
Nas palavras do Prof. Roberto Salmeron … "Envolvido por grande modéstia, Saraiva era o exemplo típico do antivedete, jamais se colocando diante da cena. Somente contava o que fazia quando era solicitado." 